# Hunsrück
Hunsrück er en lav bjergkæde i delstaten Rheinland-Pfalz i Tyskland som hører til Mittelgebirge. Den grænser til floddalene ved Mosel i nord, Nahe i syd og til Rhinen i øst. Hunsrück fortsætter som Taunusbjergene på østsiden af Rhinen. På den anden side af Mosel ligger Eifel. Syd for Nahe ligger Pfalz. 
Mange af bjergene er ikke højere end 400 meter. Der ligger flere kæder med højere toppe indenfor Hunsrück som alle har egne navne: (Schwarzwälder) Hochwald, Idarwald, Soonwald og Binger Wald. Den højeste af toppene er Erbeskopf på 816 meter. 
I Hunsrückområdet ligger byerne Simmern, Kirchberg og Idar-Oberstein, Kastellaun, og Morbach. Flughafen Frankfurt-Hahn ligger også i området. 
Klimaet i Hunsrück er forholdsvis vådt med en god del regn. 

## Baggrundsstof
- Bilder fra HEIMAT- og HEIMAT3 – en tysk miniserie som blev filmet i Hunsrück

50°00′N 7°30′Ø / 50°N 7.5°Ø